# 口隅水坝站
口隅水坝站（朝鲜语：구시물동역；）曾为朝鲜铁路三池渊线上的一个车站，位于两江道普天郡，废止时间不明。
在朝鲜中央通讯社的中文版本中，“구시물동”被翻译为“口隅水坝”。